# Amtsgericht Bad Freienwalde (Oder)

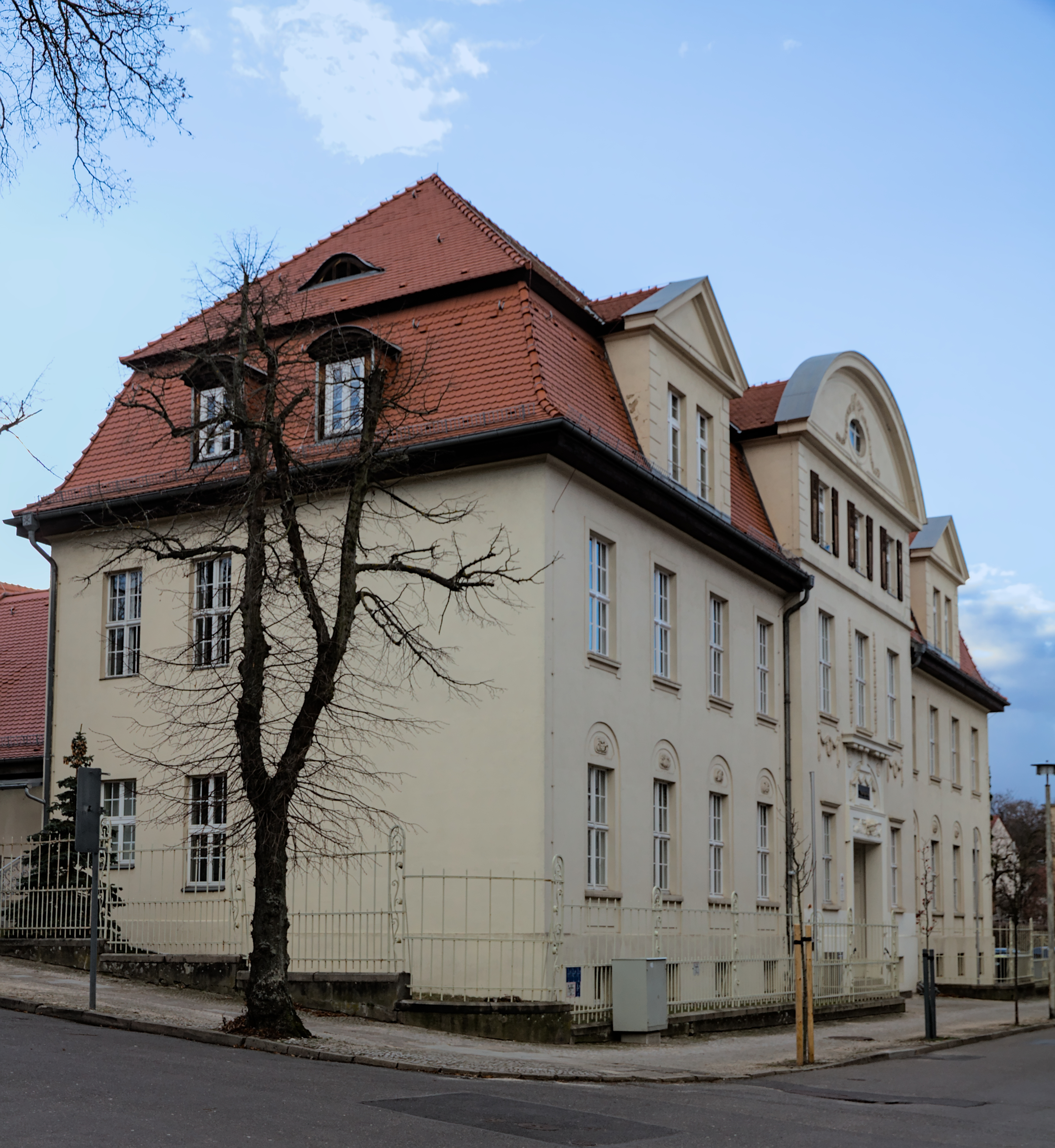
Gebäude des Amtsgerichts Bad Freienwalde (Oder)

Das Amtsgericht Bad Freienwalde (Oder) (bis 1925: Amtsgericht Freienwalde) ist ein Gericht der ordentlichen Gerichtsbarkeit und eines von sechs Amtsgerichten (AG) im Bezirk des Landgerichts Frankfurt (Oder).

## Gerichtssitz und -bezirk
Das Gericht hat seinen Sitz in der Stadt Bad Freienwalde (Oder) im Landkreis Märkisch-Oderland im Osten Brandenburgs.
Der 1133 km² große Gerichtsbezirk erstreckt sich auf die Städte und Gemeinden Alt Tucheband, Bad Freienwalde (Oder), Beiersdorf-Freudenberg, Bleyen-Genschmar, Bliesdorf, Falkenberg, Golzow, Gusow-Platkow, Heckelberg-Brunow, Höhenland, Küstriner Vorland, Letschin, Märkische Höhe, Neuhardenberg, Neulewin, Neutrebbin, Oderaue, Prötzel, Reichenow-Möglin, Wriezen und Zechin. In ihm leben rund 44.800 Menschen.
Für Insolvenz- und Landwirtschaftssachen ist das Amtsgericht Frankfurt (Oder) zuständig, das auch das Handels-, Genossenschafts-, Vereins- und Partnerschaftsregister führt. Zwangsversteigerungs- und Zwangsverwaltungsverfahren wickelt das Amtsgericht Strausberg ab. Mahnverfahren werden vom Amtsgericht Wedding als zentralem Mahngericht bearbeitet.

## Übergeordnete Gerichte
Dem AG Bad Freienwalde (Oder) ist das Landgericht Frankfurt (Oder) übergeordnet. Zuständiges Oberlandesgericht ist das Brandenburgische Oberlandesgericht in Brandenburg an der Havel.

## Geschichte
Seit 1849 bestanden in Preußen Kreisgerichte, darunter das Kreisgericht Wrietzen mit einer Nebenstelle (Gerichtsdeputation) in Freienwalde. Im Rahmen der Reichsjustizgesetze wurden diese Gerichte aufgehoben und reichsweit einheitlich Amtsgerichte eingerichtet.
Das königlich preußische Amtsgericht Freienwalde wurde mit Wirkung zum 1. Oktober 1879 als eines von zwölf Amtsgerichten im Bezirk des Landgerichtes Prenzlau im Bezirk des Kammergerichtes gebildet. Der Sitz des Gerichts war die Stadt Freienwalde.
Sein Gerichtsbezirk umfasste
- aus dem Landkreis Königsberg N.M, die Amtsbezirke Glietzen-Hohenwutzen, Neuenhagen-Bralitz, Neu-Rüdnitz und Neu-Tornow und der Amtsbezirk Reetz ohne den Gemeindebezirk und Gutsbezirk Alt-Reetz
- aus dem Landkreis Ober-Barnim der Stadtbezirk und Gesundbrunnen Freienwalde und die Amtsbezirke Altranft, Brunow, Cöthen, Forstrevier Sonnenburg-Torgelow und Wölsickendorf.[2]

Am Gericht bestanden 1880 zwei Richterstellen. Das Amtsgericht war damit ein mittelgroßes Amtsgericht im Landgerichtsbezirk.
Mit der Umbenennung von Freienwalde nach Bad Freienwalde änderte sich 1925 auch der Name des Amtsgerichts auf Amtsgericht Bad Freienwalde.
1945 wurde das Amtsgericht Bad Freienwalde dem neu gebildeten Landgericht Eberswalde nachgeordnet. Zum 1. Juli 1951 wurde das Amtsgericht Wriezen aufgehoben und sein Sprengel dem Amtsgericht Bad Freienwalde zugeordnet. Gleichzeitig wurde das Amtsgericht Strausberg in eine Zweigstelle des Amtsgerichts Bad Freienwalde umgewandelt. In der DDR wurden 1952 die Amtsgerichte und damit auch das Amtsgericht Bad Freienwalde aufgehoben und Kreisgerichte, darunter das Kreisgericht Bad Freienwalde im Sprengel des Bezirksgerichts Frankfurt (Oder) für den Kreis Bad Freienwalde gebildet.
Das Brandenburgische Gerichtsneuordnungsgesetz (BbgGerNeuOG) verkündet als Artikel 1 des Gesetzes zur Neuordnung der ordentlichen Gerichtsbarkeit und zur Ausführung des Gerichtsverfassungsgesetzes im Land Brandenburg vom 14. Juni 1993 verfügte zum 1. Dezember 1993 die Fortführung der bestehenden Kreisgerichte als Amtsgerichte. Damit entstand das Amtsgericht Bad Freienwalde neu und war nun dem Landgericht Frankfurt (Oder) zugeordnet.

## Gebäude
Das Amtsgericht hatte seinen Sitz zunächst im zweiten Stock des Rathauses. Aus Platznot wurde Anfang des 20. Jahrhunderts der Plan zur Errichtung eines eigenen Amtsgerichtsgebäudes gefasst. Die Entwürfe stammen von Baurat Ulrich und Regierungsbaumeister Steffen. 1910 wurde das Gerichtsgebäude, ein Wohnflügel mit Stall und ein Gefängnis fertiggestellt. Nach der Wende erfolgte 1991 eine Sanierung.
Der zweistöckige, elfachsige Bau wird durch den zentralen dreistufigen Mittelrisalit mit Segmentbogengiebel geprägt. Das Eingangsportal ist besonders repräsentativ. Es ist mit einem Justizia-Kopf mit Waage und Girlanden geschmückt. Das Gebäudeinnere ist weitgehend original erhalten.
Das Gerichtsgebäude Victor-Blüthgen-Straße 9 steht unter Denkmalschutz.